# 목련초등학교
목련초등학교는 대한민국 광주광역시 광산구 운남동에 있는 초등학교이다.

## 연혁
- 2002년 3월 1일 방동초등학교(8학급) 개교(금구초등학교에서 분리)
- 2003년 3월 10일 병설유치원 개원(1학급)
- 2003년 9월 1일 목련초등학교로 교명 변경
- 2003년 9월 1일 11학급 증설(총 25학급)
- 2004년 9월 1일 16학급(영천초등학교 분리)
- 2019년 9월 1일 제9대 교장 이회순 취임
- 2020년 1월 8일 제18회 졸업(총 졸업생 : 1173명)
- 2020년 3월 1일 14학급 편성(특수 2학급 포함)
- 2021년 1월 14일 제19회 졸업(총 졸업생 : 1212명)
- 2021년 3월 1일 13학급 편성(특수 2학급 포함)

## 학교 상징
- 교화 - 철쭉 : 정열, 명예
- 교목 - 목련 : 숭고한 정신
- 교색 - 녹색 : 의지, 화합

## 참고 자료
- 목련초등학교 - 한국교육학술정보원 학교알리미